# Dean Blackwell
Dean Blackwell (Camden, 1º ottobre 1957) è un ex calciatore inglese, di ruolo difensore.

## Carriera

### Club
Nella stagione 1988-1989 viene aggregato alla rosa della prima squadra del Wimbledon FC, club della prima divisione inglese, con cui nella stagione successiva esordisce tra i professionisti giocando 3 partite di campionato, concludendo poi la stagione con un prestito al Plymouth, club di terza divisione, con cui gioca ulteriori 7 partite. Dalla stagione 1990-1991 torna stabilmente a far parte della rosa dei Dons, con cui negli anni seguenti alterna stagioni da titolare ad altre da riserve ma sempre nella prima divisione inglese, categoria nella quale milita fino al termine della stagione 1999-2000 per un totale di 199 presenze ed una rete. Resta in realtà in rosa anche dal 2000 al 2002, annate in cui gioca in totale 6 partite in seconda divisione, grazie alle quali arriva ad un bilancio totale di 250 presenze ed una rete fra tutte le competizioni ufficiali con la maglia del club, che nell'estate del 2002 lascia definitivamente dopo 14 stagioni consecutive per accasarsi al Brighton, con la cui maglia realizza 2 reti in 21 presenze e retrocede dalla seconda alla terza divisione, categoria da cui il club viene nuovamente promosso al termine della stagione 2003-2004, in cui Blackwell pur essendo in rosa non disputa nessuna partita ufficiale.

### Nazionale
Tra il 1989 ed il 1990 ha giocato complessivamente 6 partite nella nazionale inglese Under-21.